# Titlo
|                                                                           |  |                                                                                        |
| A letra De com titlo, para o número quatro, no alfabeto cirílico arcaico. |  | A palavra "Deus" abreviada (usando a primeira e a última letra de "господь", gospod’). |

O titlo (em grego:  τίτλος) ( ҃ ) era um sinal ortográfico, amplamente utilizado no alfabeto cirílico arcaico, até o século XVI, hoje somente usada no eslavo eclesiástico e teve dois significados principais:
- como número, colocado sobre uma letra, e
- como abreviação,[1] colocado sobre uma palavra

Ele foi substituído pelo ponto nesta última função na Reforma Ortográfica Russa de 1708, feita pelo czar Pedro, O Grande da Rússia para simplificar o idioma. Eis um exemplo (embora não muito bom) de abreviação por titlo: a҃.
O titlo assemelha-se a um til, mas com pequenas diferenças:
- no titlo as pernas são extremamente curtas;

- o traço mediano do til é inclinado enquanto no titlo ele é reto e comprido.

O titlo, quando colocado sobre uma vogal, muda sua pronúncia, exemplo: "a" sem titlo, tem a pronúncia "á". Já com titlo a pronúncia muda para "rá", assim, o titlo colocado sobre o "a", exerce a pronúncia que o "r" exerce sobre o "a", por isso é dito que o titlo é usado para abreviação.

Numeração no alfabeto cirílico arcaico usando o titlo
Palavras que abreviam-se no cirílico arcaico com o titlo